# وستوود، بوید کانتی، کنتاکی
وستوود بوید کانتی (به انگلیسی: Westwood) یک منطقهٔ مسکونی در ایالات متحده آمریکا است که در شهرستان بوید، کنتاکی واقع شده‌است. وستوود بوید کانتی ۹٫۹ کیلومتر مربع مساحت و ۴٬۷۴۶ نفر جمعیت دارد و ۲۰۸ متر بالاتر از سطح دریا واقع شده‌است.